# Naturpark Eichenhain

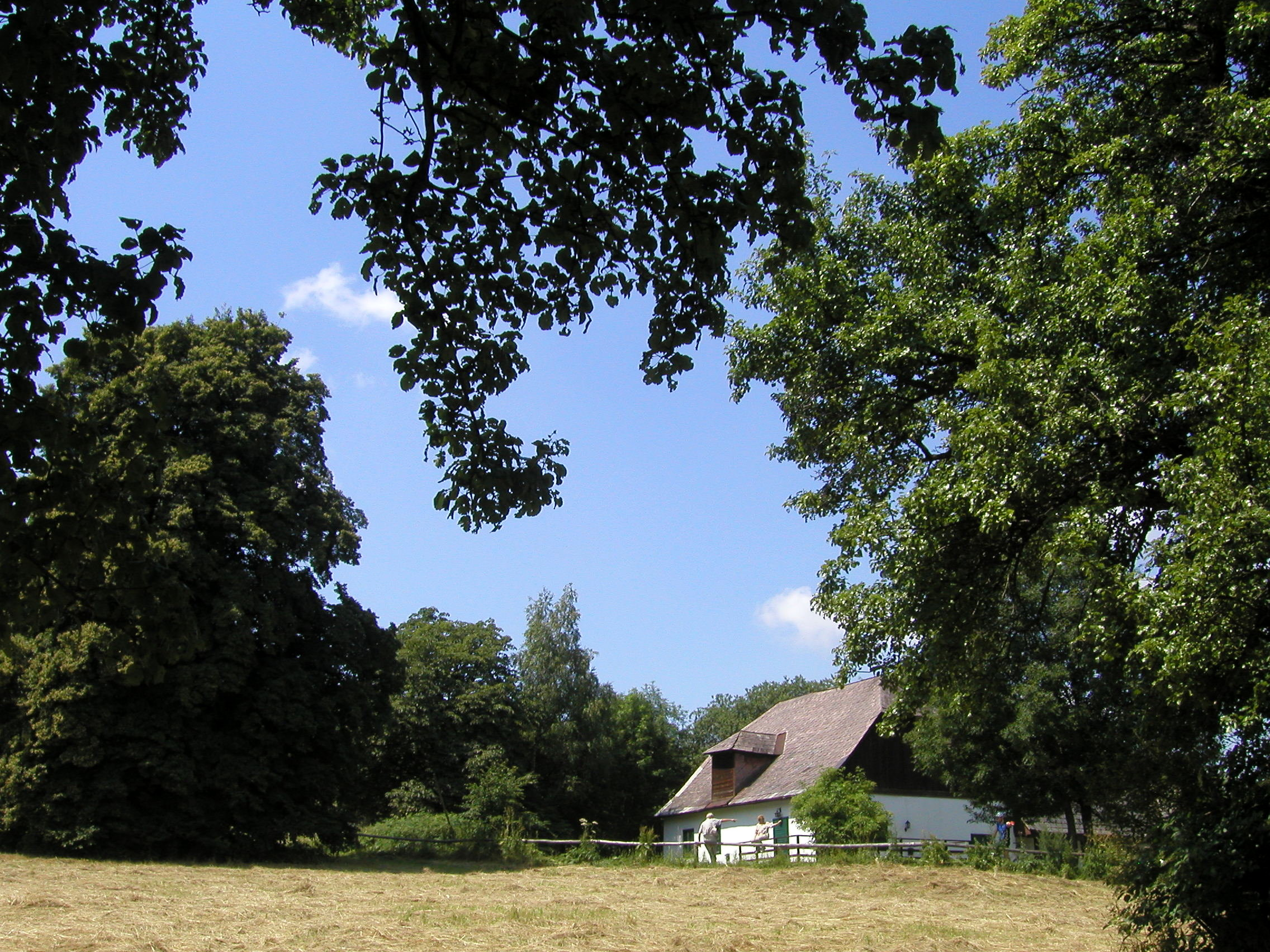
Gsängerhütte (unbewirtschaftet)

Das Gebiet Eichenhain ist seit 1979 als Naturpark unter Schutz gestellt und befindet sich in Niederösterreich. Der rund 3.800 Hektar große Naturpark erstreckt sich über die Gemeindegebiete von Klosterneuburg und St. Andrä-Wördern. Das Gebiet stellt den nördlichen Teil des Wienerwaldes am Übergang zum Donautal und zum Tullnerfeld dar, der Untergrund besteht aus Sandstein. Der Naturpark ist frei zugänglich.

## Natürliche Sehenswürdigkeiten
Die Besonderheit des Naturparks sind seine Eichen- und Buchenwälder. Die Wälder werden von landwirtschaftlich extensiv genutzten Wiesen unterbrochen, wie zum Beispiel der Wiese bei der Gsängerhütte, der Hohenauer Wiese oder der Windischalm. Im Gebiet des Naturparks befinden sich in den weichen Sandstein eingegrabene Bäche wie der Rotgrabenbach, der Haselbach oder der Hagenbach. Letzterer bildet eine kleine mit einem Wanderweg erschlossene Klamm aus, die sogenannte Hagenbachklamm. Die höchste benannte Erhebung im Naturpark ist der 464 m hohe Tafelberg (auch Taferlberg); der höchste Punkt mit etwa 495 m befindet sich beim Eingang Windischhütte.

## Errichtete Sehenswürdigkeiten
In Unterkirchbach (Gemeinde St. Andrä-Wördern), angeschlossen an die Hagenbachklamm, gibt es eine Greifvogelzuchtstation (Lage) mit etwa 300 Greifvögeln (30 Arten). Am Haschhof (Gemeinde Klosterneuburg) befindet sich ein Schauobstgärten mit Obstlehrpfad. Bei der Windischhütte existiert ein sportärztlich ausgearbeiteter Autofahrergesundheitsweg. Auf dem „Klosterneuburger Weinerlebnisweg“ erfährt und lernt jung und alt auf interessante Weise Wissenswertes über den Weinbau in der Region. Bei Gugging wandert man auf dem Künstlerweg der „Gugginger Künstler“ („Art Brut“). Im Naturpark befinden sich auch zahlreiche Mountainbikestrecken und markierte Wanderwege mit Lagerwiesen und Unterständen. Im Winter ist eine gespurte Langlaufloipe von 7 km Länge frei zur Nutzung. Auch Geocacher finden im Naturpark den einen oder anderen versteckten Schatz.